# 氷川町立竜北西部小学校
氷川町立竜北西部小学校（ひかわちょうりつ りゅうほくせいぶしょうがっこう）は、熊本県八代郡氷川町鹿島にある公立の小学校。

## 概要
歴史
1875年（明治8年）創立。現校名となったのは2005年（平成17年）。2025年（令和7年）に創立150周年を迎えた。
校訓
「かしこく、やさしく、すこやかに」
校章
中央に校名の略称である「竜西」の文字（縦書き）を配している。
校歌
作詞は山口白陽、作曲は岩津範和による。歌詞は3番まであり、歌詞中に校名は登場しない。
通学区域
氷川町のうち「網道、鹿野、鹿島、島地」。中学校区は氷川町立竜北中学校。

## 沿革
- 1875年（明治8年）
  - 2月3日 - 鹿野村に校舎が完成。
  - 3月30日 - 「鹿野小学校」として創立。
- 1886年（明治19年）- 小学校令施行により、尋常科（4年制）を設置の上、「尋常鹿野小学校」に改称。
- 1889年（明治22年）4月1日 - 町村制施行により、八代郡4村（網道・鹿野・鹿島・島地）が合併の上、「和鹿島村」が発足。
- 1892年（明治25年）- 「鹿野尋常小学校」に改称。
- 1896年（明治29年）10月5日 - 新校舎が完成。鹿島尋常小学校と合併の上、「和鹿島尋常小学校」と改称。
- 1907年（明治40年）4月 - 高等科（2年制）を併置の上、「和鹿島尋常高等小学校」（尋常科4年・高等科2年）と改称。
- 1908年（明治41年）4月 - 改正小学校令により、尋常科（義務教育年限）が4年制から6年制に改められる。旧高等科1年を尋常科5年に、旧高等科2年を尋常科6年に改める。高等科を新設の尋常科5・6年に振り替えたため、実質高等科が廃止され、「和鹿島尋常小学校」（尋常科6年）に改称。
- 1909年（明治42年）1月 - 校舎を増築。
- 1910年（明治43年）4月 - 高等科（2年制）を併置（尋常科6年・高等科2年）。
- 1914年（大正3年）1月 - 校舎を増築。
- 1920年（大正9年）
  - 4月 - 高等科（2年制）を設置の上、「和鹿島尋常高等小学校」（尋常科6年・高等科2年）と改称。
  - 10月 - 木造新校舎が完成。
- 1922年（大正11年）11月 - 和鹿島農業補習学校を併設。
- 1925年（大正14年）6月 - 和鹿島農業補習学校女子部を併設。
- 1934年（昭和9年）11月 - 西側木造2階建て8教室を改築。
- 1935年（昭和10年）7月 - 奉安殿が完成。
- 1941年（昭和16年）4月1日 - 国民学校令施行により、「和鹿島村和鹿島国民学校」に改称。尋常科を初等科に改める。
- 1947年（昭和22年）- 学制改革が行われる（六・三制の実施）。
  - 4月1日 - 和鹿島国民学校の初等科は、新制小学校「和鹿島村立和鹿島小学校」に改組・改称。児童数584、学級数12。
  - 4月 - 和鹿島国民学校の高等科は、青年学校普通科とともに、新制中学校「和鹿島村立和鹿島中学校」に改組・改称。小学校に併設。
- 1949年（昭和24年）4月 - 三ヶ村（和鹿島・吉野・野津）学校組合を組織の上、各村の中学校を統合の上、「組合立竜北中学校」が創立。これにより、和鹿島中学校は閉校となる。
- 1953年（昭和28年）10月 - 不知火干拓の起工式を挙行。
- 1954年（昭和29年）4月1日 - 3村（和鹿島・吉野・野津）が合併の上、「竜北村」が発足。これに伴い、「竜北村立竜北西部小学校」と改称。
- 1956年（昭和31年）
  - 1月 - 第二校舎を解体。
  - 3月 - 新校舎（第一期工事、6教室）が完成。
  - 8月 - 台風により被害を受ける。
  - 9月 - 鉄筋木造新校舎（10教室）が完成。
- 1960年（昭和35年）
  - 4月 - 東側校舎（3教室）が完成。
  - 6月 - ミルク給食を開始。
- 1963年（昭和38年）10月 - 完全給食を実施。
- 1972年（昭和47年）3月 - 屋内体操場が完成。
- 1973年（昭和48年）6月 - プールが完成。
- 1974年（昭和49年）4月1日 - 町制施行により、「竜北町立竜北西部小学校」に改称。
- 1975年（昭和50年）
  - この年 - 鉄筋コンクリート造2階建て新校舎が完成。
  - 3月3日 - 創立100周年記念式典を挙行。
  - 12月 - 交通公園を開園。
- 1993年（平成5年）5月10日 - 校訓を制定。
- 1997年（平成9年）
  - 3月 - 第一校舎（普通教室6・管理棟・図書室・家庭科室・多目的室）が完成。
  - 4月 - 交通公園跡地に駐車場を整備。
- 2005年（平成17年）10月1日 - 2町（宮原・竜北）合併により、「氷川町」が発足。これに伴い、「氷川町立竜北西部小学校」（現校名）に改称。
- 2008年（平成20年）11月 - 第1回「竜西ふれあいフェスタ」を開催。
- 2011年（平成23年）4月 - 特別支援学級を新設。
- 2014年（平成26年）8月 - 第二校舎耐震・改修工事に着手。
- 2015年（平成27年）1月 - 第二校舎の改修が完了。

## 交通アクセス
最寄りの鉄道駅
- JR九州 鹿児島本線 「有佐駅」

最寄りのバス停留所
- 九州産交バス「鹿島」停留所

最寄りの幹線道路
- 熊本県道14号八代鏡宇土線

## 周辺
- 氷川町農産加工研修センター
- 鹿嶋宮